# Dybowskiella grandis
Dybowskiella grandis is een mosdiertjessoort uit de familie van de Fistuliporidae. De wetenschappelijke naam van de soort is voor het eerst geldig gepubliceerd in 1886 door Waagen & Wenzel.